# Химик (ледовый дворец)
Ледовый дворец спорта «Химик» имени Н. С. Эпштейна — спортивное сооружение в городе Воскресенск, Московская область, Россия. Вмещает 3229 зрителей. Является домашней ареной хоккейного клуба «Химик» Воскресенск. Во дворце есть раздевалки, два тренажерных зала, зал заседаний, пресс-центр и кафе. Открыта арена 22 сентября 1966 года.
Матч открытия состоялся 25 сентября 1966 года — дворец спорта «Химик» принимал гостей из Ленинграда. Местный клуб «Химик» сыграл с ленинградским СКА вничью — 3:3.
В декабре 2020 года дворцу было возвращено прежнее историческое название ЛДС «Химик».

## Архитектура
Спортивное сооружение возведено по проекту архитектора Ю. А. Регентова, которым было построено несколько схожих дворцов, в городах: Электросталь, Куйбышев, Череповец, Глазов и других.